# ساماپاتی
 ساماپاتی  (به انگلیسی: samapatti)
ساماپاتی (ساماپاتتی)، حالتی است که در آن درک کننده، درک شونده، و درک یکی می‌شوند.
شخص مجذوب در مراقبه که آگاهی از خود (ego) را از دست می‌دهد، و آگاهی روانیش را با دانش عینی یکی می‌بیند، و به این ترتیب دانش ترکیبی خود را فقط به دانش عینی اسم، معنا و صورت تقلیل می‌دهد. چنین حالتی را ساماپاتتی (samapatti) گویند.
تمرکز بر اشیاء مجرد را ساویچار (savichar) یا ساماپاتتی (samapatti)  [همگونی تجریدی] نام می‌نهند.

## ادراک
یکی شدن دَرک و مُدرِک و مَدرَک را ساماپاتتی (samapatti)گویند.